# Allogalumna pellucida
Allogalumna pellucida är en kvalsterart som beskrevs av Wallwork 1965. Allogalumna pellucida ingår i släktet Allogalumna och familjen Galumnidae. Inga underarter finns listade i Catalogue of Life.